# Marta Canales
Marta Canales Pizarro (* 17. Juli 1895 in Santiago de Chile; † 6. Dezember 1986 ebenda) war eine chilenische Geigerin, Pianistin, Chorleiterin und Komponistin.

## Leben
Das Elternhaus Canales’ in der Calle Rosas in Santiago de Chile war ein musikalisches Zentrum der Stadt, wo Persönlichkeiten wie Claudio Arrau und Arthur Rubinstein verkehrten. Canales, die das absolute Gehör besaß, entwickelte hier schnell ihre musikalische Begabung und spielte bald Klavier und vor allem Geige. Ihr Violinlehrer war der Italiener Luis Cervino. Elfjährig trat sie öffentlich mit Mendelssohns Violinkonzert auf. Aus gesundheitlichen Gründen konnte sie jedoch eine Laufbahn als Violinvirtuosin nicht verfolgen. Mit ihren Geschwistern gründete sie ein Kammerquartett, das sich dem Studium der klassischen Musik widmete. Im Erwachsenenalter absolvierte sie ein Kompositionsstudium bei Luigi Stefano Giarda.
1920 erhielt sie von der Comisión del Congreso Eucarístico den Auftrag, eine Messe zu komponieren. Diese wurde unter der Leitung von Armando Carvajal in der Kathedrale von Santiago uraufgeführt und erschien später in Italien bei Ricordi im Druck. 1936 erhielt sie einen Preis der Exposición Iberoamericana in Sevilla. Ihre besondere Verehrung galt Theresa von Ávila, der sie ihre Madrigales Teresianos widmete. Das Manuskript dieses Werkes schenkte sie 1975 dem Kloster der Carmelitas Descalzas de los Andes.
Neben der Komposition galt Canales’ besonderes Interesse der Chorleitung. Sie war die erste Frau Chiles, die mit einem Chor am Teatro Colón auftrat. 1933 gründete sie den Coro Amalia Errázuriz, der das erste Frauenensemble Chiles war, das sich der polyphonen geistlichen Musik widmete. 1944 gründete sie den Coro Ana Magdalena Bach, der bei Konzerten, öffentlichen und privaten Zeremonien auftrat.

## Kompositionen
- Marta y María, Oratorium für Solisten, Chor, Orgel und Streichorchester, 1929
- Misa de Eucaristía für vierstimmigen gemischten Chor und Streichorchester, 1930
- Misa de Navidad für vierstimmigen gemischten Chor und Orchester, 1930
- Misa en estilo gregoriano für Stimmen und Orgel, 1933
- Madrigales Teresianos, zwölf Chorstücke für vierstimmigen gemischten Chor nach Gedichten der Santa Teresa de Jesús, 1933
- Himnos y cantos sacros en estilo gregoriano für Stimmen und Orgel, 1936–40
- Elevación, Poem für Orgel, Harfe und Streichorchester
- Cuatro canciones de cuna für Chor mit vier gleichen Stimmen
- Dos canciones für Chor mit vier gleichen Stimmen
- Cantares Chilenos, Sammlung von zehn Melodien, harmonisiert für Chor mit gleichen Stimmen, 1946
- Villancicos, Sammlung von 50 traditionellen Weihnachtsliedern verschiedener Nationen, harmonisiert für Chor mit vier gleichen Stimmen, 1946